# Nationalisme anglais

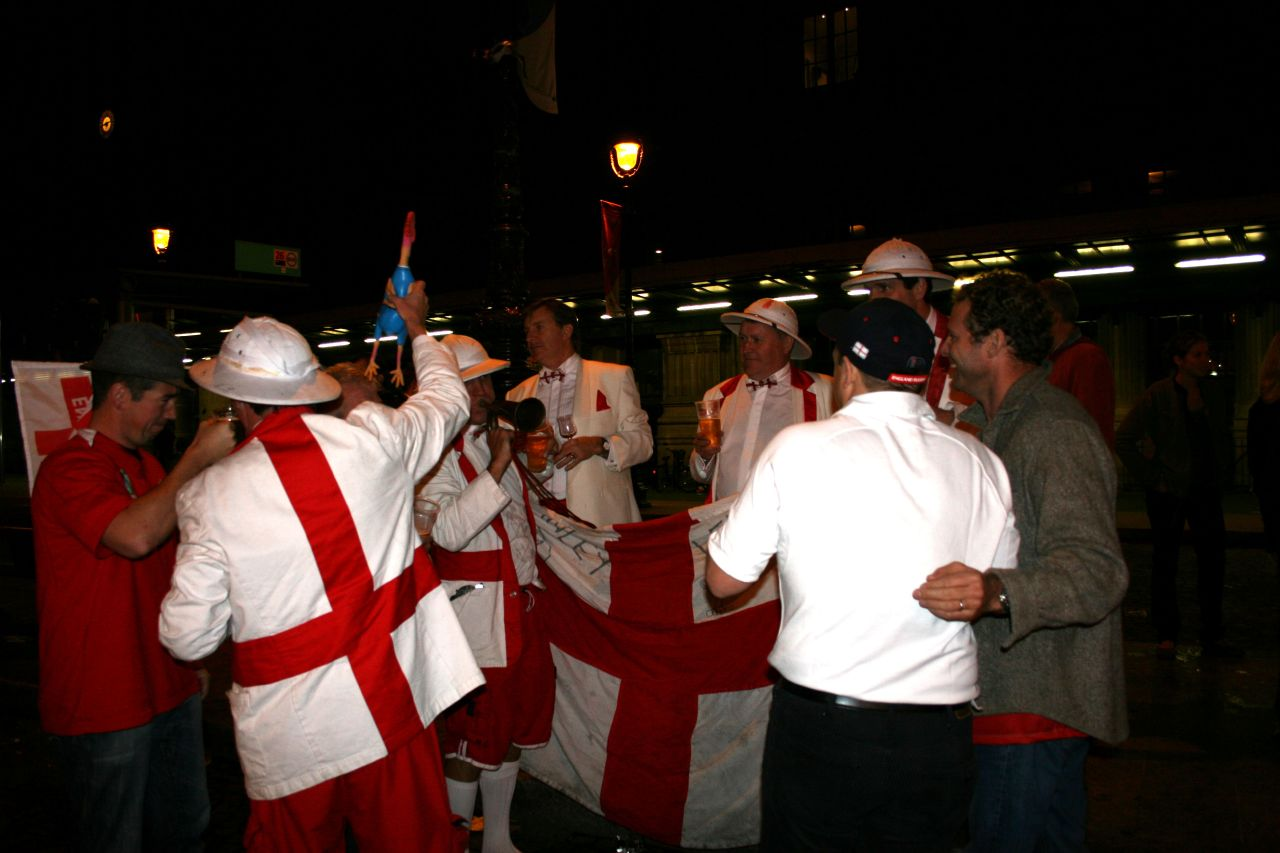
Supporters anglais lors de la demi-finale France-Angleterre de la coupe du monde de rugby, 2007

Le nationalisme anglais, qu'il faut distinguer du nationalisme britannique incarné par le British National Party (extrême droite), vise à défendre les intérêts de la nation anglaise dans le cadre du Royaume-Uni.

## Revendications typiques
- La création du Parlement anglais sur le modèle du Parlement écossais inauguré en 1999.
- Plus marginalement, l'indépendance de l'Angleterre et donc la dissolution du Royaume-Uni.
- L'obtention d'un jour férié pour la fête de Saint Georges, patron de l'Angleterre.
- La défense et l'enseignement de la culture anglaise à l'école.

En règle générale, les revendications des nationalistes anglais reprennent celles de leurs homologues gallois et écossais.

## Contexte historique
L'Angleterre en tant qu'entité politique cessa d'exister avec l'Acte d'Union (1707). Se fondèrent ensuite un patriotisme et une identité britanniques, construits essentiellement autour de la « mission » impériale — ainsi, l'Angleterre fut probablement la seule nation européenne à ne pas connaître de réel nationalisme au XIXe siècle et début du XXe siècle. « Anglais » et « britannique » sont longtemps restés virtuellement synonymes, en Angleterre comme pour le reste du monde.
La montée des nationalismes gallois et écossais, couronnés par la restauration du Parlement écossais et la création de l'Assemblée Nationale du Pays de Galles (1997-1999), contribuèrent à l'affaiblissement de l'identité britannique, remirent en question l'équation « britannique = anglais » et plongèrent l'Angleterre dans une « crise d'identité » très médiatisée.
Le bouleversement institutionnel causé par l'instauration de ces deux chambres aux pouvoirs très différents (et auxquelles il faudrait ajouter l'assemblée d'Irlande du Nord) créa une série d'anomalies constitutionnelles globalement défavorables à l'Angleterre, seule à ne pas avoir été dotée d'une représentation nationale. En effet, le gouvernement travailliste de Tony Blair lui préféra la voie de la décentralisation régionale, entamée plus tôt par les Conservateurs sous John Major.
Le nationalisme anglais fut aussi influencé par la Réforme protestante, d'où l'attachement traditionnel à l'Église d'Angleterre et les accusations de papisme contre les récusants fidèles à Rome.

## Orientation politique
L'Angleterre étant dépourvue de scène politique propre, les partis politiques de tout bord ont conservé un discours unioniste et une imagerie britannique, et ce d'autant plus que le nationalisme anglais reste encore un courant mineur.
Si le nationalisme anglais semble plus facilement faire recette parmi l'opinion conservatrice, il a également ses défenseurs à gauche, comme David Blunkett au parti travailliste. La question demeure très controversée, les mots « nationaliste anglais » évoquant encore pour beaucoup la violence des hooligans et le racisme d'extrême droite.
À droite, il n'est pas rare de voir le nationalisme anglais côtoyer l'Euroscepticisme

## Partis nationalistes anglais
Après la guerre de nombreux petits partis se créeront et disparaîtront aussi rapidement : le British National Party (première mouture) de Colin Jordan et John Tyndall, la Ligue of Empire Loyalists de A.K. Chesterton, le Patriotic Party, le Greater Britain Movement de John Tyndall et le National Socialist Movement de Colin Jordan.
Mais depuis les années 1970, une grande partie de la société britannique se sent agressée par la présence de groupes importants d'étrangers non intégrables, qui favorise surtout la perte de l'identité nationale et culturelle. (Les attentats de Londres, résultat de la montée intégriste musulmane, renforceront encore cette idée). D'où la création de partis nationalistes dont deux plus importants vont émerger.

### Le Parti national britannique
Le Parti national britannique (British national Party) est créé en 1982. Fédérant plusieurs groupes anti-immigration, il comprend alors une dizaine de milliers de membres et sympathisants. En 2001, il est présent sur le terrain pour protester contre les musulmans qui provoquèrent des émeutes dans les villes du Nord de l'Angleterre. Après le 11 septembre 2001, le parti commence une large campagne anti-musulmane et édite des livres et des brochures très largement diffusés. Son audience grandit et quelques premiers succès aux élections locales de mai 2002 le confirment. À Burnley, le parti fait élire trois de ses membres au Conseil municipal. En octobre 2002, il décroche un nouvel élu à Lewisham, à Londres, puis l'année suivante à Blackburn et à Mixenden (Halifax). Cette même année, le parti présente 219 candidats en Angleterre, en Écosse et au Pays de Galles. Et en 2008 le parti obtient plus de 100 élus locaux et un représentant à l'Assemblée de Londres. Mais malgré l'élection de deux députés européens en 2009, le parti commence à décliner après son échec aux élections législatives de 2010 où il présente 339 candidats mais n'obtient que 1,9 % des voix et aucun siège. Enfin en 2014, il perd ses sièges au Parlement européen.

### Le Front national
Le Front national (National Front) est fondé en 1967.
Il est très actif sous l'influence de John Tyndall et Martin Webster par sa politique anti-immigration et anti-européenne. En 1977, il est le quatrième parti politique du pays puis décline. Plus modeste mais très actif, le Front national rallie de nombreux conservateurs dégoûtés par la politique officielle. À partir des années 1990, il est éclipsé par le Parti national britannique. En 2001, il organise des manifestations contre les demandeurs d'asiles dans les ports du Sud de l'Angleterre, contre la communauté noire de Bermondsey à Londres et en réaction face aux émeutes musulmanes du Nord. Il est très actif aussi dans les autres nations du Royaume-Uni, surtout en Irlande du Nord où il est allié aux activistes locaux. Il organise avec le BNP des manifestations anti-musulmanes chaque 11 septembre.

### Autres petits partis
Il existe encore deux groupes moins importants : le White National Party (WNP) basé surtout dans le Nord du pays, dirigé par Eddy Morrisson et composé de dissidents du NF. Publication : Signal.
Le second est le Freedom Party (FP) se situant surtout dans les Midlands et qui regroupe d'anciens membres du BNP. Publication : Freedom News. Ces deux partis mènent des activités semblables aux deux grands partis frères.
Il faut ajouter aussi le mouvement English Defence League, fondé en 2009, qui n'est pas un parti politique.